# Septembre 1774

## Événements
- 1er septembre : Powder Alarm. Des soldats britanniques confisquent des réserves de poudre et d'armes de la milice, lors d'une action surprise près de Boston[1].

- 4 septembre : le navigateur britannique James Cook découvre l'île de la Nouvelle-Calédonie[2].

- 5 septembre - 26 octobre : les députés des législatures se réunissent au premier Congrès continental de Philadelphie, qui déclare les « actes coercitifs » inconstitutionnels et engage le Massachusetts à former un gouvernement et le peuple à se constituer en milice[3].

- 9 septembre : Suffolk Resolves, déclaration faites par les dirigeants du comté de Suffolk dénonçant les Actes intolérables, approuvées par le Congrès continental le 14[4].

- 10 septembre : nouveau code de l’Inquisition au Portugal[5].

- 13 septembre, France : Turgot établit la libéralisation du commerce des grains.

- 14 septembre, Russie : capture de Iemelian Pougatchev[6].

- 23 septembre : loi de réforme de l'administration de la justice dans le royaume des Deux-Siciles[7], confirmée par une édit royal du 26 novembre[8].

- 25 septembre, France : Turgot réduit les attributions de la ferme générale.

## Naissances
- 5 septembre : Caspar David Friedrich, peintre allemand († 7 mai 1840).
- 14 septembre : Jacques-Charles Bordier du Bignon, peintre français († 19 octobre 1846).
- 17 septembre :
  - William Fitzwilliam Owen, explorateur.
  - Thadée Tyszkiewicz, général de brigade polonais († 12 avril 1852).
- 26 septembre : John Chapman, botaniste et pionnier américain († 1847).